# チャヤ川 (レナ川水系)
チャヤ川（チャヤがわ、Ча́я）は、ロシア連邦ブリヤート共和国とイルクーツク州を流れる川で、レナ川の支流である。
ヴェルフネアンガルスキー山脈から流れ出て、大部分が北バイカル高原の北西部を流れる。河岸はカラマツにスプルースが混じる森林で、まれにヒマラヤスギやマツが生える。下流は小船での航行ができ、魚は豊富である。雨によって5月～9月に洪水を起こす。
チャヤ川のラフティング（川下り）は、通常Улуки農場から合流点までで行われ、40の障害物と4つの主な小滝がある。

## 支流

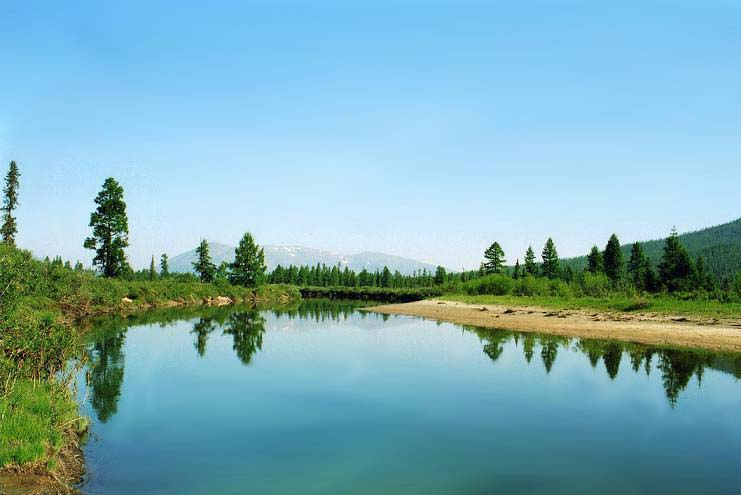
レナ川合流点付近

右支流：オロキト川（Олокит）、アブチャダ川（Абчада）、アクカン川（Акукан）、チコ川（Чико）、グリャキト川（Гулякит）、ヌィルンダ川（Нырунда）、コガンダ川（Коганда）、キリャクタ川（Килякта）、ズヴェリナヤ川（Звериная）、チャイスキー川（Чайский）、グルボキー川（Глубокий）、ペロトフスキー川（Петровский）、クリヴォソシェンスキー川（Кривосошенский）他。
左支流：ニュシジョーク川（Нюсидёк）、アムトベレン川（Амутберен）、コロクタカン川（Колоктакан）、トゥポ川（Тупо）、アシクタカ川（Асиктака）、イズヴィリストゥイ川（Извилистый）、マグダナ川（Магдана）、ナリムダ川（Налимда）、トゥルブコノフスカヤ川（Тулбуконовская）、カメンヌイ川（Каменный）、ポロジヌイ川（Порожный）、ルブチェノク川（Рубченок）、ベリョーゾヴイ川（Берёзовый）、リンペヤ川（Лимпея）、ウゴチ＝パジ川（Уготь-Падь）、チュプリハ川（Чуприха）、クラスヌイ川（Красный）他。